# Antoine Bauza

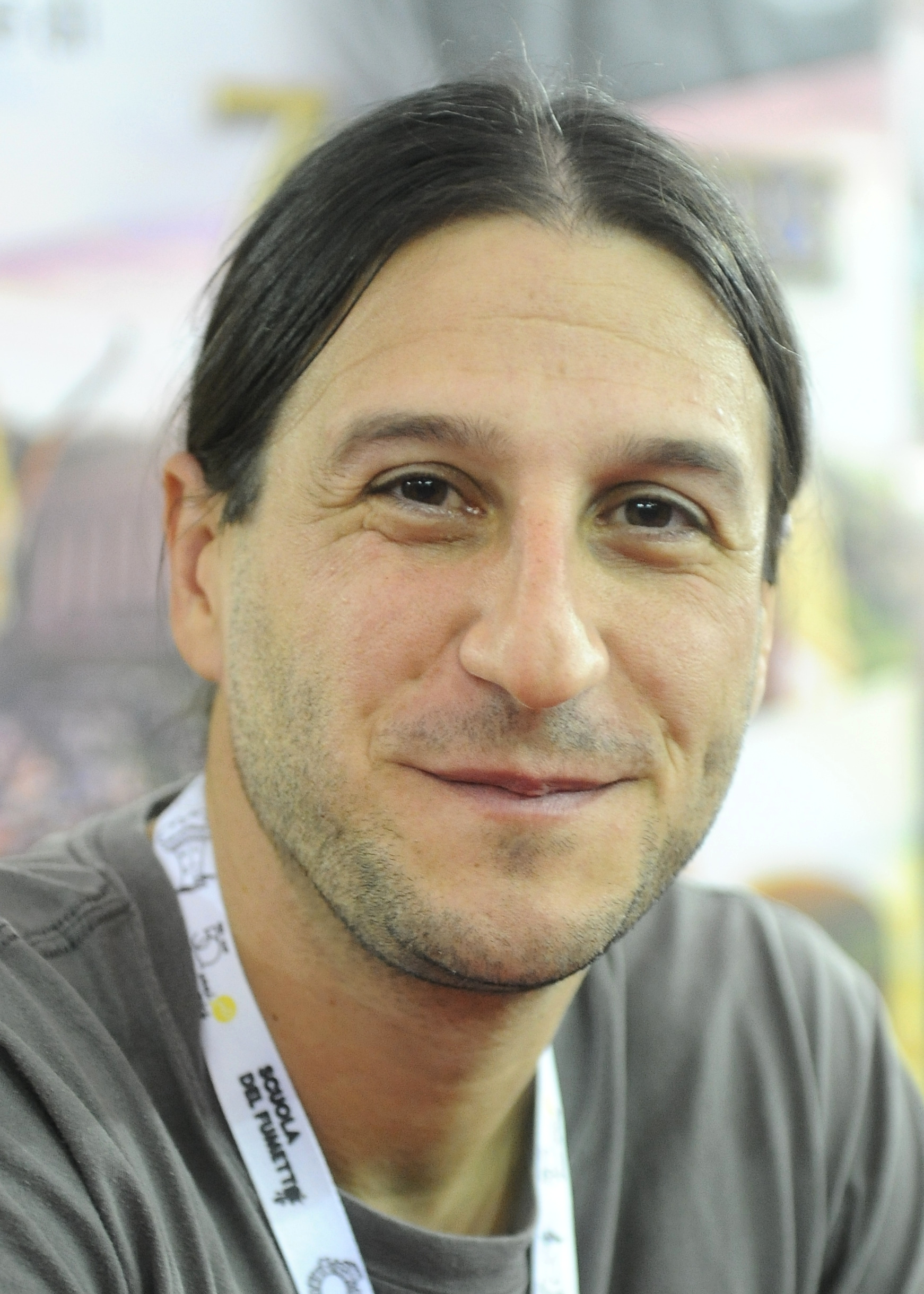
Antoine Bauza – Lucca Comics & Games 2016

Antoine Bauza (* 25. August 1978) ist ein französischer Comic- und Spieleautor.

## Leben
Er studierte zuerst Chemie und Informatik, und anschließend an der École Nationale du Jeu et des Médias Interactifs Numériques (ENJMIN) Gamedesign. Viele seiner Spiele haben renommierte Preise gewonnen, unter anderem 7 Wonders (Kennerspiel des Jahres 2011, Deutscher Spielepreis 2011), Takenoko (As d’Or – Jeu de l’Année 2012) und Hanabi (Spiel des Jahres 2013). Andere Spiele hat er unter anderem zusammen mit Ludovic Maublanc, Serge Laget, Bruno Faidutti sowie Bruno Cathala veröffentlicht.
Für das Comic-Album L'encre du passé (Tintenschwarz der Vergangenheit), das 2009 beim Verlag Dupuis in der Reihe «Aire libre» herauskam (ISBN 978-2-8001-4380-4), hat Bauza das Szenario, also Text und Handlung, beigesteuert.
Sein Kollege Cathala benennt Bauza als den einzigen ihm bekannten französischen Spieleautor, der tatsächlich von den Einnahmen aus diesem Metier leben könne.

## Ludographie (Auswahl)

### Gesellschaftsspiele
- 2007: Chabyrinthe (Cocktail Games)
- 2007: Hurry'Cup! (Hurrican)
- 2008: Ghost Stories (Repos Production)
- 2009: Pony Express, mit Bruno Faidutti (Funforge)
- 2009: Pocket Rockets (Hazgaard Editions)
- 2009: Monster unterm Bett (Monster Chase; Scorpion Masqué)
- 2009: Bakong (Asmodee)
- 2010: Rockband Manager (Edge Entertainment)
- 2010: 7 Wonders (Repos Production, deutsche Veröffentlichung bei demselben Verlag 2011)
- 2010: Mystery Express, mit Serge Laget (Days of Wonder)
- 2010: Hanabi (Cocktail Games/XII Singes, deutsch 2012 bei Abacusspiele)
- 2010: Le Donjon de Naheulbeuk, mit Ludovic Maublanc (Repos Production)
- 2011: Takenoko (Bombyx/Matagot)
- 2011: Witty Pong, mit Bruno Faidutti (Witty Editions)
- 2011: 7 Wonders Leaders (Repos Production)
- 2011: Dojo (Hazgaard Editions)
- 2011: Dr. Shark , mit Bruno Cathala (Hurrican)
- 2011: 7 Wonders Cities (Repos Production)
- 2012: Tokaido (Funforge)
- 2012: Ali, mit Corentin Lebrat (Libellud)
- 2013: Rampage, auch Terror in Meeple City, mit Ludovic Maublanc (Repos Production)
- 2013: Der Kleine Prinz: Mein Zuhause ist zu klein (Le Petit Prince: Fabrique-moi une planète), mit Bruno Cathala (Ludonaute)
- 2014: Samurai Spirit (Funforge)
- 2015: 7 Wonders Duel, mit Bruno Cathala (Repos Production)
- 2013: 	Le Petit Prince: Voyage vers les étoiles, mit Bruno Cathala (Ludonaute)
- 2016: Conan, mit Frédéric Henry, Pascal Bernard, Bruno Cathala, Croc, Ludovic Maublanc und Laurent Pouchain (Monolith Board Games)
- 2016: Welcome back to the Dungeon, mit Masato Uesugi (Iello)
- 2016: Oceanos (Iello)
- 2016: Rooster Rush, mit Corentin Lebrat (Mayday Games)
- 2017: Paku Paku (Ravensburger)
- 2017: Attack on Titan: The Last Stand, mit Ludovic Maublanc (Don't Panic Games)
- 2017: Dungeon of Mandom VIII, mit Masato Uesugi (Oink Games)
- 2018: Sentai Cats
- 2018: Château Aventure, mit Anthony Combrexelle, Gabriel Durnerin, Corentin Lebrat, Ludovic Maublanc, Ludovic Papaïs, Théo Rivière und Jared A. Sorensen (Iello)
- 2019: Ninja Academy, mit Corentin Lebrat, Ludovic Maublanc, Théo Rivière (Iello)
- 2019: Victorian Masterminds, mit Eric M. Lang (CMON)
- 2019: Draftosaurus, zusammen mit Corentin Lebrat, Ludovic Maublanc und Théo Rivière (Scorpion Masqué)
- 2019: Mia London, zusammen mit Corentin Lebrat (Scorpion Masqué)
- 2019: Last Bastion (Repos Production)
- 2019: 8Bit Box: Double Rumble, mit Corentin Lebrat, Ludovic Maublanc, Théo Rivière (Iello)
- 2019: La Grande Évasion (Les 12 Singes)
- 2020: Kraken Attack!, mit Esteban Bauza (LOKI)
- 2020: Collexion (Blue Orange)
- 2021: Oltréé, mit John Grümph (Studio H)
- 2021: 7 Wonders: Architects (Repos Production)
- 2021: Naruto: Ninja Arena, mit Corentin Lebrat, Ludovic Maublanc und Théo Rivière (Don't Panic Games)
- 2019: Namiji (Funforge)
- 2022: SPECTRE: The Board Game, mit Javier Angeriz-Caburrasi, Juan Echenique, Stefano Guerriero, Rob Harris, Corentin Lebrat, Ludovic Maublanc und Théo Rivière (Modiphius Entertainment)
- 2022: Tokaido Duo (Funforge)
- 2022: 1001 Islands, mit Bruno Cathala (Ludonaute)
- 2023: Arkeis, mit Corentin Lebrat, Ludovic Maublanc und Théo Rivière (Ankama)
- 2024: Takenokolor, mit Corentin Lebrat (Bombyx)
- 2024: Dead Cells: The Rogue-Lite Board Game, mit Corentin Lebrat, Ludovic Maublanc und Théo Rivière (Scorpion Masqué)
- 2024: Gold'n Crash, mit Corentin Lebrat, Ludovic Maublanc und Théo Rivière (GRRR Games)
- 2024: Der Herr der Ringe: Duell um Mittelerde, mit Bruno Cathala (Repos Production)
- 2025: The Smurfs: Hidden Village, mit Corentin Lebrat, Ludovic Maublanc und Théo Rivière (Maestro Media)

### Videospiele
- Furry Tales, 2004, Mad Monkey Studio
- World of Lovecraft, 2010, Mad Monkey Studio

## Auszeichnungen (Auswahl)
- Deutscher Spielepreis
  - 7 Wonders: Platz 1, 2011
  - Hanabi: Platz 6, 2013
  - 7 Wonders: Duel: Platz 9, 2016
- Spiel des Jahres
  - Hanabi: Gewinner 2013
  - 7 Wonders: Architects: Empfehlung 2022
- Kennerspiel des Jahres
  - 7 Wonders: Gewinner 2011
  - 7 Wonders Duel: Empfehlung 2016
- Kinderspiel des Jahres
  - Mia London: Nominierung 2021
- International Gamers Award
  - 7 Wonders: Gewinner Mehrspieler 2011
  - 7 Wonders: Duel: Gewinner Zweispieler  2016
- Niederländischer Spielepreis
  - 7 Wonders: Nominierung 2011
  - Takenoko: Nominierung 2012
  - Hanabi: Nominierung 2014
- MinD-Spielepreis
  - 7 Wonders: Sieger 2012

## Belege
1. ↑  Critique d'album L’Encre du Passé, Rezension von Manuel F. Picaud in auracan.com vom 23. Juli 2009, abgerufen am 10. Januar 2014 (französisch)
2. ↑  Créer un jeu, ça rapporte ? Réponse en Haute-Savoie, Cathala zur Ökonomie des Spieleautorendaseins, alpes.france3.fr vom 13. November 2013, abgerufen am 9. Januar 2014 (französisch)